# تقنية الاستيقاف بالضغط
تقنية الاستيقاف بالضغط (pressure immobilisation technique) هي طريقة من طرق الإسعافات الأولية المستخدمة في العلاج من لدغات العناكب والثعابين والحشرات.

## نبذة تاريخية
وضع هذه التقنية الباحث ستروان ساذرلاند (Struan Sutherland) الأسترالي المتخصص في مجال الطب، وذلك في سبعينيات القرن العشرين الميلادي.
وأصبحت هذه التقنية في يومنا هذا من إجراءات الإسعاف الأولية الموصَى بها في أستراليا لعلاج أغلب لدغات العناكب وجميع لدغات الثعابين. وقد تبين بما لا يدع مجالًا للشك أنها واحدة من أكثر الطرق فعالية في علاج بعض اللدغات.